# 紧缺人才征兵计划
攸關国家利益之入伍（英語：Military Accessions Vital to the National Interest, MAVNI），俗称紧缺人才征兵计划，是美国国防部的一种征兵方式，该计划招收具有特殊关键技能的外国籍合法非移民身份人士进入指定的美军部队服役，已于2016年12月关闭。

## 介紹
正常情况下，美军各军种对于外国人申请入伍（enlist）的最低要求是持有绿卡（合法永久居留權），而成为士官或者加入某些部门则进一步要求具有美国公民权。而通过MAVNI项目，外国籍非移民可以跳过绿卡（永久居民）的步骤直接申请成加入军队，并很快归化为美国公民。
该项目的發起者為曾任美国陆军征兵官、西点军校教授的退役中校兼移民律师玛格丽特·斯托克（Margaret Stock）。非美国公民参與美军的歷史可追溯到美国独立战争时期。1950年代的《洛奇法案》（Lodge Act）允許非公民的东欧人在1950年至1959年间加入美军。另外，1940年代美国和菲律宾签订军事基地协议之后，也曾征召菲律宾国籍的人员加入美國海军。相关法律保证非移民可凭其軍中贡献而更早获得公民权。美国军方、公民及移民服务局兩者間的合作确保归化入籍流程能快速完成。
可以报名该项目的人士可以是合法持有非移民身份（例如，F-1签证、H-1B签证，但不包括短期访问的B类签证）、难民身份、政治避难身份的外籍人士。他们还必须於应征前在美国境内居住两年以上，中途单次离美时间不超过90天。身份调整申请未决的外籍人士視同保持原有身分。符合“童年抵美延缓递解出境行动”（Deferred Action for Childhood Arrivals, DACA）资格的非法移民也符合参加该计划的资格。掌握特定非英语语言，并具有医疗专业背景的人士是符合征召要求的例子。
报名者最初需要预约军人职业倾向测验（ASVAB），报名者根据不同的测验结果，也可有不同的选择余地，例如工兵、后勤、机械工程师等。考试结束后还需要进行必要体检。通过录用的报名者，需要和军方签署若干年的合同。进入指定的美军基地后，首先会进行基础战斗训练（BCT），外籍士兵在这结束后通常将成为美国公民（无需经过永久居民阶段）。完成项目有两种方式：四年现役服役或者六年预备役。随着项目进展，士兵可能会在不同的地区进行调动，或者前往海外执行任务，并且无法避免伤亡的风险。在项目中，士兵能够领取薪餉，并享有医疗保险、住房补贴、公立大学学费补助福利。
该项目在2008年的最初阶段只是一个为期一年的尝试性計畫，随其取得的成果而得以延续。直到2014年12月，该项目又延长辦理至2017年。此项目的征召比其他征召方式较小。紧缺人才征兵计划已经取得一些成功。例如2012年美国陆军年度士兵萨拉·史瑞萨（Saral Shrestha）、2012年美國海军陆战队马拉松赛冠军奥古斯都·梅约（Augustus Maiyo） 以及 2016年里约热内卢奥运会男子5000米银牌获得者保罗·切里莫都是藉由此项目入伍的。